# バート・エムスタール
バート・エムスタール (ドイツ語: Bad Emstal) は、ドイツ連邦共和国ヘッセン州カッセル郡に属す町村（以下、本項では便宜上「町」と記述する）である。

## 地理

### 位置
バート・エムスタールはカッセルの南西約 20 km の、ハービヒツヴァルト自然公園南部エムス川沿いに位置する。

### 隣接する市町村
バート・エムスタールは、北はヴォルフハーゲン、東はシャウエンブルク（ともにカッセル郡）とニーダーシュタイン、南はフリッツラー（この2市はシュヴァルム＝エーダー郡）、西はナウムブルクと境を接している。

### 自治体の構成
自治体としてのバート・エムスタールは、以下の地区からなる。
- バルホルン
- メルクスハウゼン（旧メルクスハウゼン修道院を含む）
- リーデ（リーデ城を含む）
- ザント（最大の地区で、行政中心地である）

## 歴史
現在のバート・エムスタールにあたる地域には紀元前2世紀以降継続的に定住地があったことが、多くの出土品によって裏付けられている。最初の入植者はカッテン族であった。フリッツラー＝ヴァーベルナー平地とカッセル盆地はカッテン族とバータヴァー族の中心地であった。最初の文献上の記録は774年に遺されている。
1976年にザント地区で温泉源が発見され、温泉開発が始まった。1992年にエムスタールは、バート（温泉地を示す）の称号を獲得した。

## 行政

### 町議会
バート・エムスタールの町議会は 31 議席からなる。

### 首長
町長はSPDのシュテファン・フランクフルトである。

### 姉妹自治体
- レ・ポンドセ（フランス語版）（フランス、メーヌ＝エ＝ロワール県）1986年
- キューレン＝ブルカーツハイン（ドイツ、ザクセン州ヴルツェン市（ドイツ語版）の地区）1990年

## 文化と見所

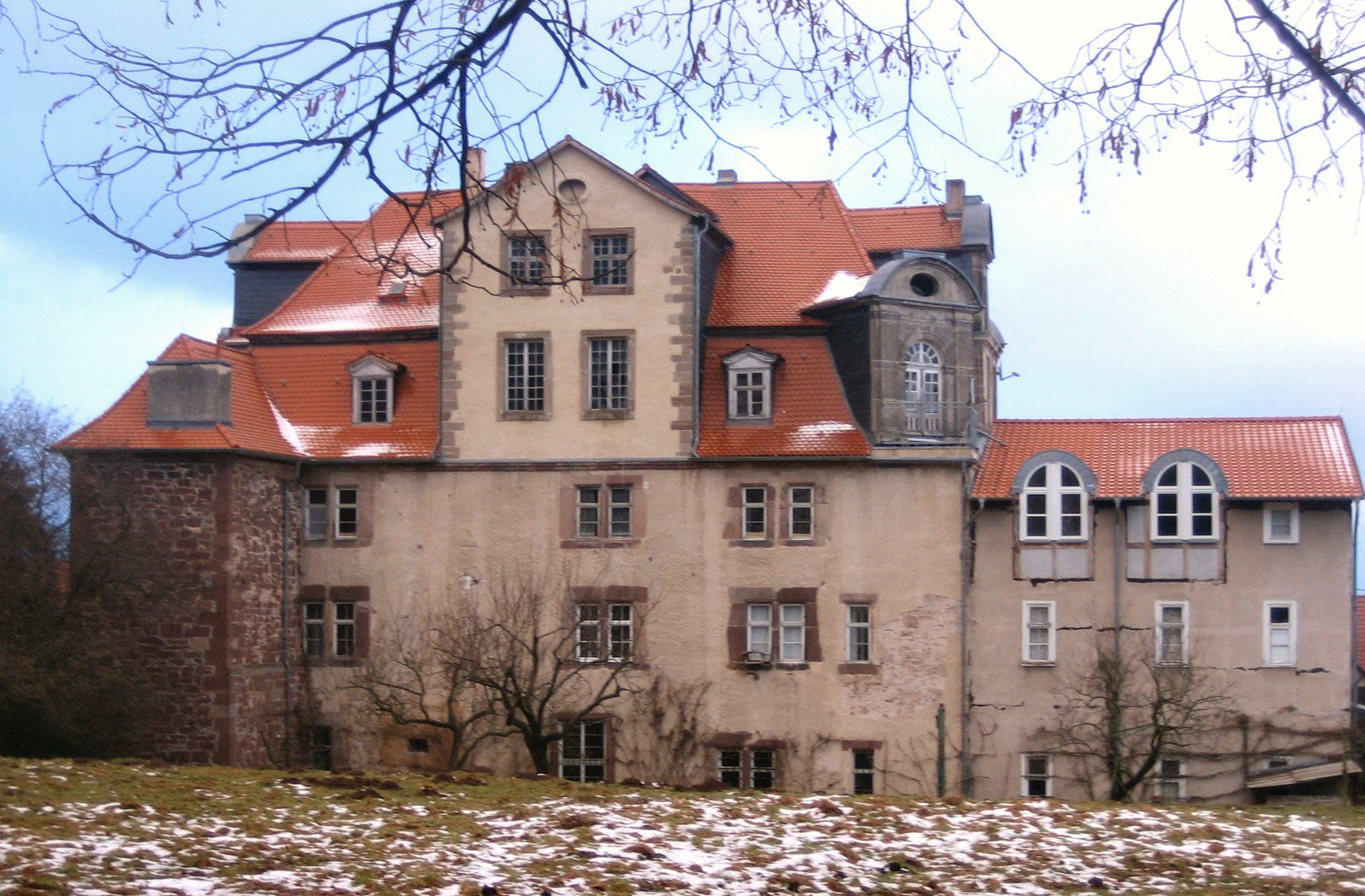
リーデ城

保存鉄道ヘッセンクーリアーがバート・エムスタールを通っている。リーデ地区には、景観公園を備えたリーデ城がある。ザント地区近郊のファルケンシュタイン山にはファルケンシュタイン城趾がある。

## 引用
1. ↑  Hessisches Statistisches Landesamt: Bevölkerung in Hessen am 31.12.2023 (Landkreise, kreisfreie Städte und Gemeinden, Einwohnerzahlen auf Grundlage des Zensus 2011)]
2. ↑  町議会議員選挙結果